# اونکی
اونکی (ژاپنی: 運慶؛ ح. Did not recognize date.  Try slightly modifying the date in the first parameter. – ۱۲۲۳ (۷۲−۷۳ سال)) مجسمه‌ساز اهل ژاپن بود.